# Sojuz MS-28
Sojuz MS-28 sarà un volo astronautico verso la Stazione spaziale internazionale (ISS) e parte del programma Sojuz, ed il 156° volo con equipaggio della navetta Sojuz dal primo volo avvenuto nel 1967. L'equipaggio, formato dal comandante Sergej Kud'-Sverčkov e dagli ingegneri di volo Sergej Mikaev e Christopher Williams, prenderà parte all'Expedition 73/74.

## Equipaggio

### Equipaggio principale
| Ruolo               | Equipaggio                                                    | Equipaggio                                                    |
| ------------------- | ------------------------------------------------------------- | ------------------------------------------------------------- |
| Comandante          | Sergej Kud'-Sverčkov, Roscosmos Expedition 73/74 Secondo volo | Sergej Kud'-Sverčkov, Roscosmos Expedition 73/74 Secondo volo |
| Ingegnere di volo 1 | Sergej Mikaev, Roscosmos Expedition 73/74 Primo volo          | Sergej Mikaev, Roscosmos Expedition 73/74 Primo volo          |
| Ingegnere di volo 2 | Christopher Williams, NASA Expedition 73/74 Primo volo        | Christopher Williams, NASA Expedition 73/74 Primo volo        |

### Equipaggio di riserva
| Ruolo               | Equipaggio                 | Equipaggio                 |
| ------------------- | -------------------------- | -------------------------- |
| Comandante          | Pëtr Dubrov, Roscosmos     | Pëtr Dubrov, Roscosmos     |
| Ingegnere di volo 1 | Sergej Korsakov, Roscosmos | Sergej Korsakov, Roscosmos |
| Ingegnere di volo 2 | Anil Menon, NASA           | Anil Menon, NASA           |